# Arboricole
Ne doit pas être confondu avec Arboriculture.
Un Animal arboricole (du latin arbor arbre et colo : cultiver, habiter) est un animal qui vit dans les arbres ou en tire sa subsistance. Ce mode de vie a 
ayant des contraintes spécifiques par rapport à la vie sur le sol, il a engendré des adaptations spécifiques.

## Adaptations

### Mammifères, et principalement les primates
- membres antérieurs longs + souplesse de l’articulation de la ceinture scapulaire,
- membres postérieurs plus courts + souplesse de l’articulation de la ceinture pelvienne,
- pouces opposables (mains et pieds),
- angle important entre pouce opposable et autres phalanges (important pour la préhension),
- phalanges longues,

### Reptiles
- présence de setæ sous les doigts voire la queue (Uroplatus, Rhacodactylus…),
- queue partiellement préhensile (caméléons),
- souvent présence d'un mimétisme permettant un camouflage efficace.

### Oiseaux
- Plume de la queue raide (solides rectrices médianes) (pics, grimpereau...)
- 2e et 3e doigts tourné vers l'avant et les 1er et 4e doigts à l'arrière (pattes zygodactyles)